# Skelton on Ure
Skelton on Ure – wieś w Anglii, w hrabstwie North Yorkshire, w dystrykcie (unitary authority) North Yorkshire. Leży 30 km na północny zachód od miasta York i 303 km na północ od Londynu.